# ヨコフリオウギビタキ
ヨコフリオウギビタキ（横振扇鶲、英: Willie Wagtail、学名: Rhipidura leucophrys）は、スズメ目オウギビタキ科オウギビタキ属の鳥類の1種である。オーストラリア、ニューギニア島、ソロモン諸島、ビスマルク諸島、インドネシア東部に自然分布する。その分布域のほとんどにおいて普通種で身近な鳥の一つであり、大部分が深い森林から離れた環境に生息している。全長は約20cm (19.0-21.5cm) で、上面はほぼ全体が黒くて下面は白く対照的な色彩を持つ。雌雄同色。3亜種が認められており、基亜種 Rhipidura leucophrys leucophrys がオーストラリア中・南部に分布し、小型の R. l. picata がオーストラリア北部に、大型の R. l. melaleuca がニューギニア島およびその周辺の島々に分布する。
英名は Willie Wagtail であるが、セキレイ属 Motacilla からなる実際のセキレイ類 Wagtails とは無関係であり、本種はオウギビタキ属 Rhipidura の1種で、カラス類やオウチュウ類、フウチョウ類などを含む「狭義のカラス上科」グループの1つに分類される。このグループ内においてオウギビタキ類はオウチュウ類とともにオウチュウ科 Dicruridae に置かれることもあるが、独立した小さな科であるオウギビタキ科 Rhipiduridae に置かれる。
ヨコフリオウギビタキは食虫性であり、開けた生息環境のなかで餌を追うことに多くの時間を費やす。英名の wagtail は、地面で採餌する時、水平に尾を振るその習性に由来する。ヨコフリオウギビタキは攻撃的で縄張りを持ち、しばしばワライカワセミやオナガイヌワシのようなはるかに大きな鳥を攻撃する。本種は人為的な景観の改変によく対応し、都市の芝地、公園、庭園によく見かける。本種は各地のアボリジニ（先住民）の伝承において、悪い報せをもたらすものあるいは秘密を盗むものとしてよく登場する。

## 分類
ヨコフリオウギビタキは、1801年にイギリスの鳥類学者ジョン・ラサムにより、ツグミ属の Turdus leucophrys として初めて記載された。その種小名は古代ギリシア語の leukos 「白」と ǒphrys 「眉」による。そのほか初期の学名にとしては、ヴィエロットによってサメビタキ属とされた Muscicapa tricolor や、1827年に博物学者ニコラス・アイルワード・ヴィゴースとトマス・ホースフィールドにより Rhipidura motacilloides として、オウギビタキ属 Rhipidura を新たに設けたものなどがある。その属名 Rhipidura は、古代ギリシア語の rhipis 「扇」と oura 「尾」による。
ジョン・グールドほか初期の著者は、一般に知られる英名に留意しながらも、本種を Black-and-white Fantail と称した。しかし一方で "Willie Wagtail" が1916年以降、急速に広く受け入れられるようになった。'Willie' の語源ははっきりしないが 'Wagtail' はその活発な挙動に由来する。その英名は、マン島および北アイルランドのタイリクハクセキレイ (Motacilla alba) の斑（まだら）な亜種に対して口語的に使われていた。
ほかに俗名では、Shepherd's Companion （羊飼いの友〈家畜 について行くため〉）、Frogbird （カエル鳥）、Morning Bird （朝の鳥）、Australian Nightingale　（オーストラリアのサヨナキドリ）などがある。多くのアボリジニの名称は擬声語であり、その叱り鳴くような鳴き声による。 Djididjidi はキンバリー地域の名前であり、Djigirridjdjigirridj はアーネムランド西部のグウィング（ガンウィング、Gunwinggu）で使われている。中央オーストラリアにあるアリススプリングスの南西のピチャンチャチャラ (Pitjantjatjara) 語では tjintir-tjintir(pa)。カミラロイ (Kamilaroi) のあいだでは thirrithirri。ブーゲンビル島においては、西海岸のベノニ (Banoni) 語では Tsiropen と呼ばれ、またキエタ地区の Awaipa では Maneka と呼ばれる。ソロモン諸島のピジン語では、本種の黒と白の色彩から、時に　polis （英: police、警察）または pris （英: priest、聖職者） bird と呼ばれる。
ヨコフリオウギビタキ（英: Willie Wagtail）は、セキレイ科 Motacillidae のユーラシア大陸のセキレイ類 Wagtails とは無関係であり、本種はオウギビタキ属 Rhipidura の1種である。一部の専門家は、カササギビタキ類とともにオウチュウ科 Dicruridae を含めオウギビタキ亜科 Rhipidurinae としてそれらをこのグループに分類するが、一方で他の学者はそれらを独立したオウギビタキ科 Rhipiduridae とするに十分なはっきりとした正当な理由を認めている。1980年代末から1990年代初頭の早期分子研究において、オウギビタキ類は多くの熱帯やオーストラリアのスズメ目の鳥類からなるカラス小目 Corvida として知られる主たるオーストラリア産鳥類の大きなグループに属することが明らかになった。さらに最近、分類がより厳密になり、オウギビタキ類は、カラス類、モズ類、フウチョウ類、カササギビタキ類、オウチュウ類、オオツチスドリ類とともに「狭義のカラス上科」のグループに分類されている。

### 亜種
次の3亜種が広く認められている。
- R. leucophrys leucophrys - 基亜種。オーストラリアに生息し、最も広く分布する。3亜種間において、その形態にわずかな差異があるが、すべてほぼ同色の羽衣（うい、英: plumage）を持つ[10]。
- R. leucophrys picata - 1848年、ジョン・グールドにより記載された[23]。オーストラリアの北部である西オーストラリア州北部からクイーンズランド州にかけて生息する。翼が短い本亜種は、オーストラリア大陸を横切る南緯18-22度にわたって亜種 leucophrys  と徐々に移り変わる[24]。亜種小名はラテン語の pǐcata 「ピッチまみれの」による[25]。
- R. leucophrys melaleuca - 1830年にフランスの博物学者ジャン・ルネ・コンスタン・コワとジョゼフ・ポール・ゲイマール（英語版）によって記載された[26]。インドネシア東部、ニューギニア島、ソロモン諸島、ビスマルク諸島に分布する。かなり大きくて、羽毛はより長く、くちばしはより大きい[27]。 亜種小名は古代ギリシア語の melas 「黒」と leukos 「白」よる[4]。

## 形態

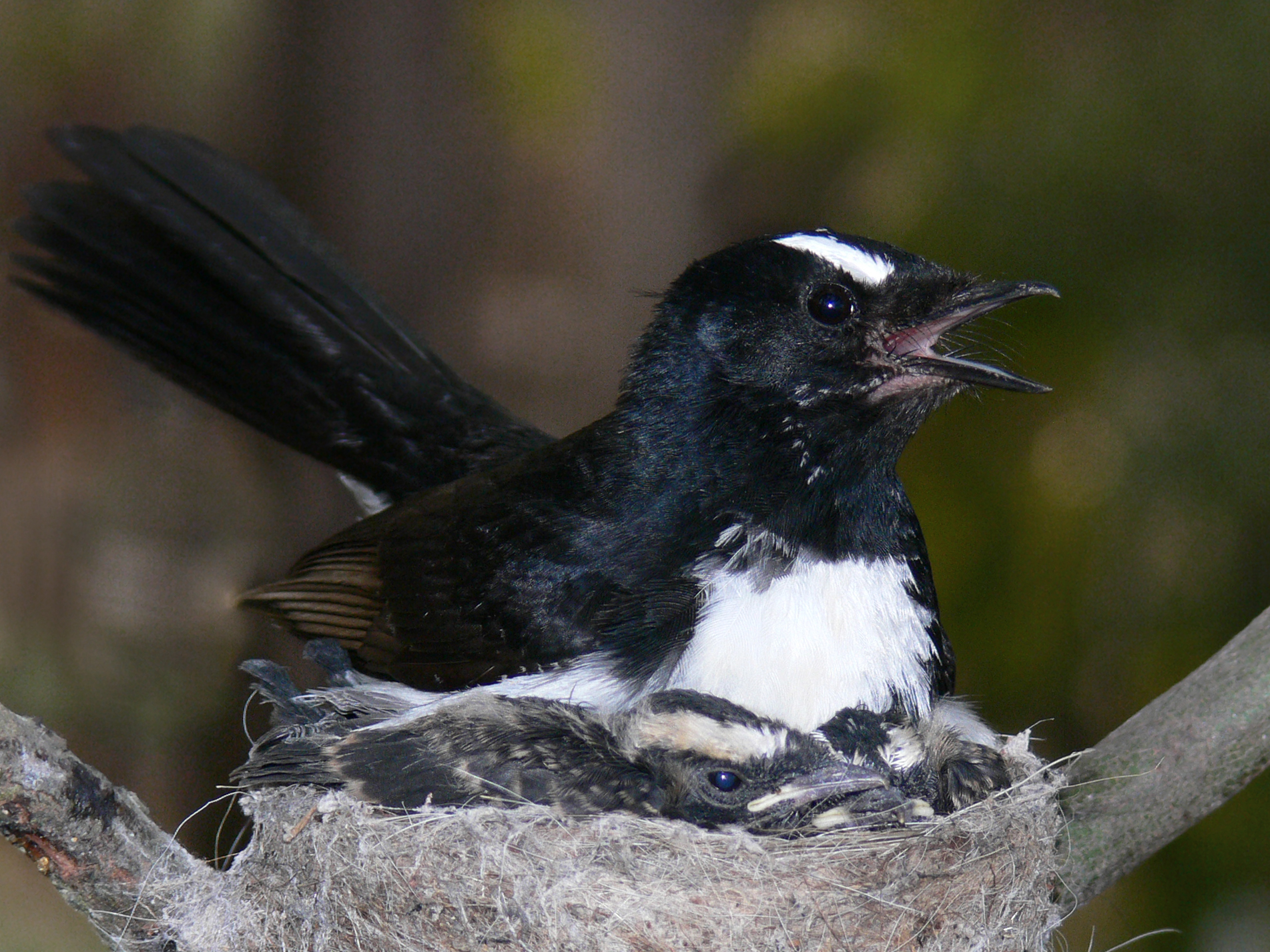
白い眉斑がよく見える

成鳥は全長19-21.5cm、体重17-24g、尾長10-11cm。くちばしは細くて短く、嘴長は1.64-1.93cmで、嘴端が小さな鉤（かぎ）型となる。尾は扇状で長くて大きい。本種は他のオウギビタキ類より脚が長く、それは地上で採餌するための適応とも考えられる。雌雄同色で、頭部、喉、胸上部、翼、上面および尾はすべて黒く、眉斑と「頬ひげ」および下面は白い。くちばしや脚は黒色で、虹彩は暗褐色。幼羽より換羽した1年目の若鳥は、翼の端が淡色に見えるものがあり、幼鳥は全体にくすんだ色の羽衣を持ち、上面はやや褐色を帯びて頭部や胸に少し淡褐色の波形模様がある。

## 分布
広範囲におよびかつ個体数に富むヨコフリオウギビタキは、オーストラリアの大部分ならびにニューギニア島、ソロモン諸島、ビスマルク諸島、インドネシア東部にかけて生息する。オーストラリアのほぼ全域にわたって定住性であるが、一部の地域では季節的な移動が記録されている。それは秋から冬の渡り鳥としてニューサウスウェールズ州北東部やクイーンズランド州の南東、さらにガルフカントリーおよび極北のヨーク岬半島の一部へと向かう。タスマニア州では迷鳥であり、時にはロード・ハウ島に達する。ニュージーランドの群島東のチャタム諸島にあるマンゲレ島において2002年に1例の記録がある。
ヨコフリオウギビタキは1922年頃にハワイ州で畜産における昆虫の抑制のために放鳥されたが、移入は成功せず、最後に目撃されたのは1937年のココ・ヘッドにおいてであった。

### 生息環境
ヨコフリオウギビタキは、広く多様な生息環境に棲んでいるが、多雨林のような森林地帯は避ける。いくらか開けた疎林もしくは散在する木がある草原を選び、多くは湿地ないし水辺を好む。ニューギニア島では、疎林やマングローブ林のみならず人的開拓地や草原にも生息する。ガダルカナル島では、空き地やココナッツ園から報告されている。土地の人的改変にうまく対応して、よく開けた、草の生えた場所、例えば芝地、庭、公園、運動場などで採餌しているのが見られる。 本種は、原生植物が農業のために取り除かれてから西オーストラリアのウィートベルト地域にまで広がった。

## 生態

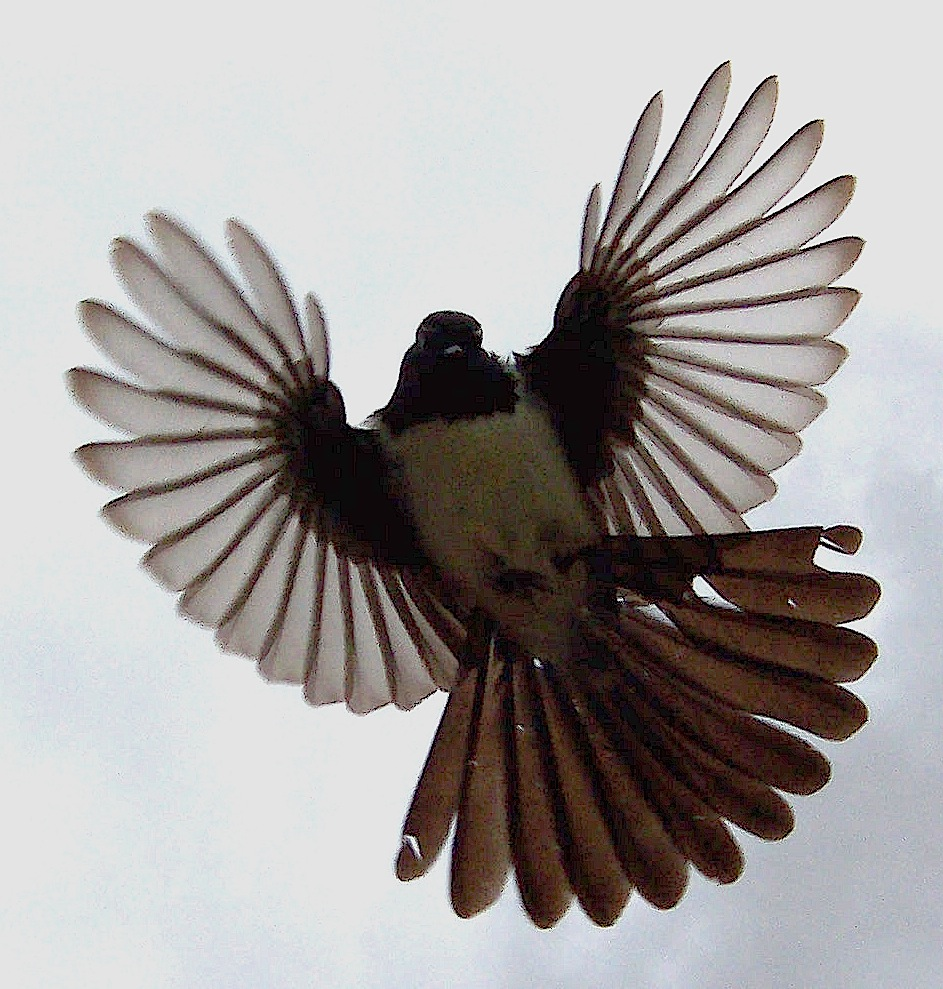
飛翔

ヨコフリオウギビタキは、日中にはほとんど動き回っており、じっとしていることはめったにない。とまっている間も、餌を探して体を捻り、その尾を左右に打ち振っている。ほとんどの場合、単独もしくはつがいでいるが、小群として集まることもある。 他のオウギビタキ類とは異なり、その時間の多くを地上で過ごしている。 飛翔時にはその翼を激しく羽ばたかせて、すばやい急降下飛行をその間によく行なう。短い急降下飛行の後、着地するとその尾を特徴的に振り動かす。
ヨコフリオウギビタキは非常に縄張り意識が強く、その縄張りを守るためにはかなり勇敢になる。その攻撃は小鳥ばかりでなく、カササギフエガラス (Cracticus tibicen) やミナミワタリガラス (Corvus coronoides) 、ワライカワセミ (Dacelo novaeguineae) 、オナガイヌワシ (Aquila audax) のようなかなり大きな種にもおよぶ。極近くにまでその巣に接近すると、飼い犬や猫それに人間さえ攻撃することがある。また西オーストラリア州ではナガクビガメ類やタイガースネーク類を攻撃するのが観察されている。相手を攻撃する時、ヨコフリオウギビタキは頭部を避けて後ろの部分を狙う。雌雄ともこの行動を取り、繁殖期には通常より激しくなる。縄張りの範囲は1-3ヘクタール内である。つがいは「急降下ディスプレイ」 (diving display) で他のつがいに対して縄張りを顕示しかつ防衛する。もう一羽が繰り返し宙に舞って急降下する間、一羽は動かずにとどまり、役割が入れ代わるまでは、双方ともその間ずっと囀る。
本種の白い眉斑は「攻撃的ディスプレイ」 (aggressive display) 時に、ぱっとより明瞭になり、従属的ないし「緩和ディスプレイ」 (appeasement display) の時には、鎮まってより不明瞭になる。

### 鳴き声
ヨコフリオウギビタキはとても「おしゃべり」であり、多くの独特な鳴き声を持つ。そのレパートリーの中にはより旋律的な声もあるが、最もよくそれと分かる声は、早口な chit-chit-chit-chit という警戒の声である。警戒の鳴き声は、敵や脅威となり得るものに警告してその縄張りから遠ざけるように聞こえ、また潜在的な脅威がその領域内にある時の仲間に対する合図としての役割を果たすとも考えられる。ジョン・グールドは、その声が子供のガラガラ、もしくは「蒸気製粉所 (Steam mill) の小さな歯車」のように聞こえると報告した。ネヴィル・ケーリー (Neville Cayley) の著書 What Bird is That? (1935) の中で彼は、それは「昼も夜もしきりに声を発し、特に月夜には“愛しく可愛い小さな生き物”であるかのような心地よい鳴き声」であると記している。

### 採食

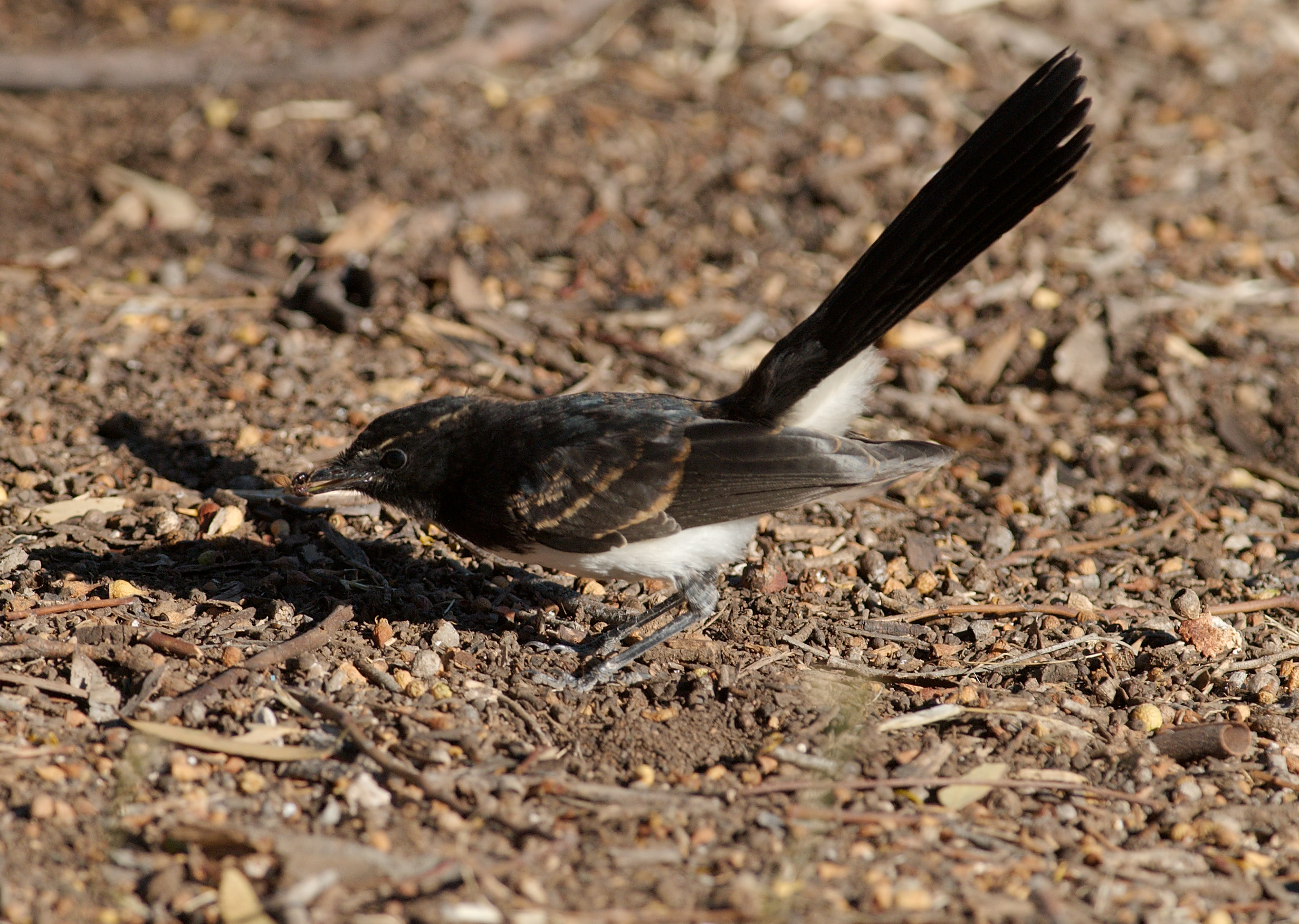
採餌する幼鳥

ヨコフリオウギビタキは、低い枝、フェンス、杭などにとまり、空中ないし地上にいる昆虫をはじめとした無脊椎動物を探す。通常、キノコバエ、ハエ、小さなガのような飛ぶ昆虫を襲って狩り (hawking) をするが、時には地上でついばむ (glean)こともある。しばしば、人やウシ、ヒツジ、ウマといった動物が草地を歩いている後ろで跳ねたり飛び回ったりして、それらが通ることで飛び出した獲物を捕らえる。このように採餌する際、水平方向に尾を振る。この動作のはっきりした目的は不明であるが、植物の間に隠れている虫を追い出してそれらを捕らえ易くするのに役立つと考えられている。ヨコフリオウギビタキは、ウシやブタのように放牧される家畜や、時には動物園で眠るライオンの皮膚からもダニをとる。獲物を殺す際は、何か硬い面に獲物を叩きつけるか、あるいは掴んで羽根をむしり取ってから内側の可食部に取りかかる。
ヨコフリオウギビタキの適応性と食性は、おそらく人間の居住の適応に支えられてきたものである。チョウ、ガ、ハエ、甲虫類、トンボ、カメムシ、クモ、ムカデおよびヤスデなど多種多様な節足動物を食べ、また、パプアニューギニア北岸のマダンにおける研究では、トカゲ類やヤモリ類のような小さなトカゲを殺したことが記録されている。これらのトカゲの尾骨が糞の中に見つかっているが、動物が丸ごと食べられるのか単に尾だけなのかは不明である。いずれにしても、トカゲは餌全体のうち1-3%を占める、とても稀な餌に過ぎない。マダンでの研究におけるデータから、ヨコフリオウギビタキは大きな餌を選択的に雛に食べさせることが示唆されている。

### 繁殖

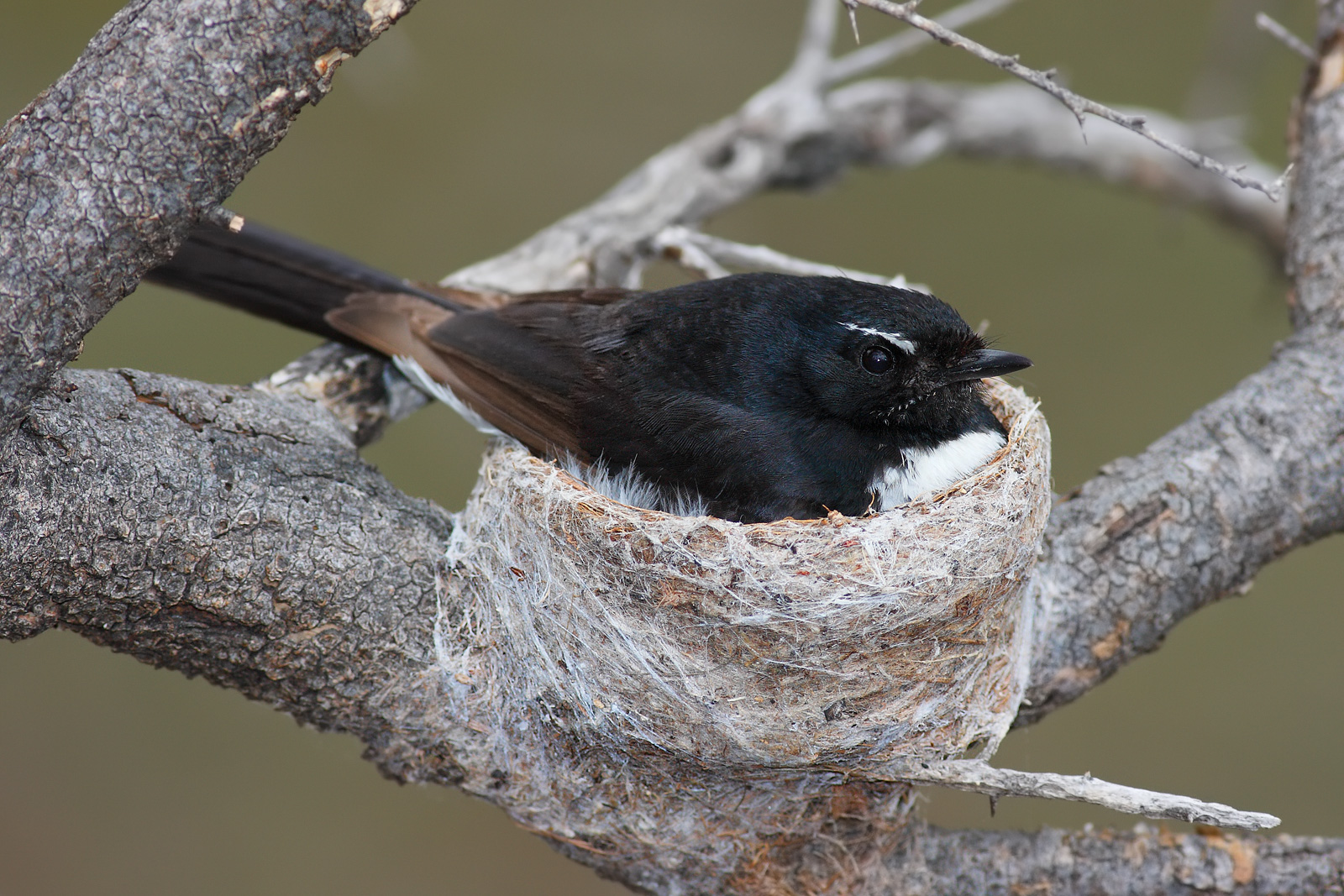
抱卵するヨコフリオウギビタキ

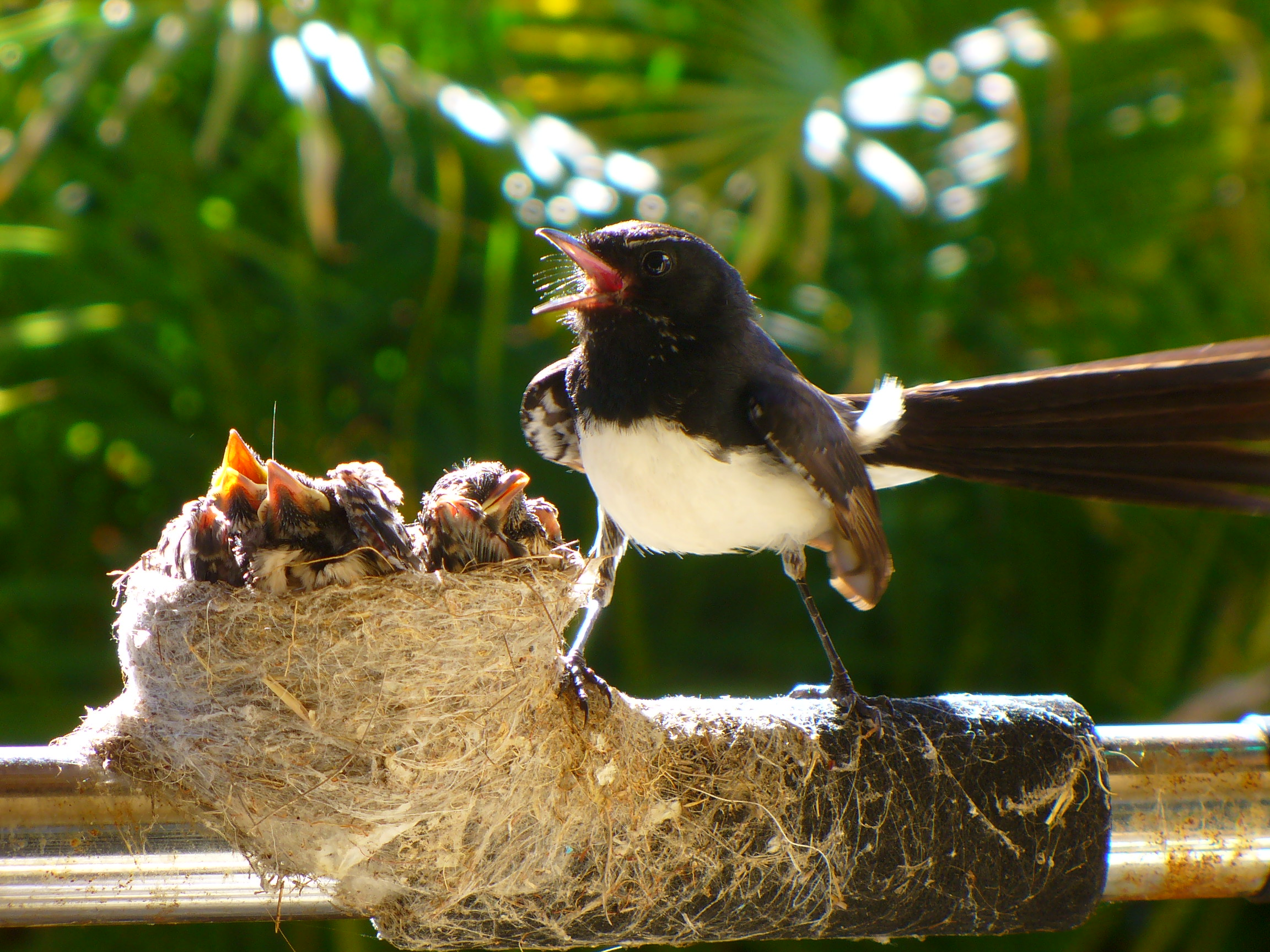
しっかりと守られている巣

ヨコフリオウギビタキは通常死ぬまでつがいでいる。繁殖期は7月から12月まで続き、よく乾燥地帯では雨期の後に生じる。どこにおいてもこの間に最高4個の卵を抱卵する。地上5m未満の、葉ないし覆うものから離れた木の枝に椀状の巣 (nest) を作る。垂木（たるき）や庇（ひさし）が使われることもある。ツチスドリ (Grallina cyanoleuca) のものの近くに巣を作るのが観察されており、おそらくは後者の鳥の縄張りや侵入者に対する攻撃性を利用している。同様に、人間の居住地の近くに作るのを恐れない。
巣は、草の茎、樹皮の細片、および他の繊維性の素材からなり、クモの網と一緒に結んで編まれている。ペットのイヌやネコの毛も使われることがある。また、ペットのヤギから毛を取ろうとするのが観察されている。ニューサウスウェールズ州マッジー地区のアルパカの飼育者は、ヨコフリオウギビタキの巣にアルパカの被毛を観察している（剪毛時に拾得したものでない被毛の小片による）。雌は2-4個の小さな乳白色に褐色がかった模様のある16×21mmの卵を産み、14日間抱卵する。すべてのスズメ目の鳥と同様、雛は晩成性で留巣性である。雛たちは裸で生まれ目は閉じて無力であり、その巣にとどまる。両方の親鳥が雛の給餌を行ない、給餌を続けている間にもう一方が抱卵に従事することもある。雛は羽毛が生え揃う前のおよそ14日間巣にとどまる。巣立つと、幼鳥は思い切ってより遠くに行く前の1、2日はすぐ近くにじっと隠れており、3日目までは20m以内にいる。親鳥は、2週目の末近くになると、幼鳥が次第に自身で餌を探すよう、巣立った幼鳥への給餌をやめるようになり、そして間もなく幼鳥を縄張りの外へと追いやる。
ハイイロカッコウ (Cuculus pallidus) の雌は、ヨコフリオウギビタキの巣に卵を産むことがあるが、仮親がよく見分けて異質の卵を外に出すので、そうした托卵が成功するのはまれである。ウチワヒメカッコウ (Cacomantis flabelliformis)、ハイガシラヒメカッコウ (Cacomantis variolosus)、マミジロテリカッコウ (Chrysococcyx basalis)、ヨコジマテリカッコウ (Chrysococcyx lucidus) による托卵も報告されている。
ヨコフリオウギビタキはその巣の積極的な防御者であるが、捕食者は多くの卵や雛を捕らえる。卵のおよそ3分の2は正常に孵化し、3分の1が巣立ち雛として巣から出る。巣立った雛は、ノドグロモズガラス (Cracticus nigrogularis) やクロモズガラス (Cracticus quoyi)、テリオウチュウ (Dicrurus bracteatus)、 フエガラス (Strepera graculina)、ならびに野良猫（イエネコ、Felis catus）や、クマネズミ類によって捕食されることもある。人間の居住地に近接した営巣はまた、子供らによる破壊にさらされている。
通常はおとなしい鳥であり、人間の傍らに非常に適応して生活するが、ヨコフリオウギビタキはよくその巣を果敢に守る。ヨコフリオウギビタキはまるでカササギフエガラスのように通りかかる人を突然襲うことが知られている。
ヨコフリオウギビタキからの攻撃はカササギフエガラスほど一般的でなくまた怖くはないが、受ける者としてはかなりの衝撃を覚える。

## 文化的描写
ヨコフリオウギビタキはオーストラリアのアボリジニの伝承において特別に取り上げられている。例えばマレー川下流のナリンジェリ族や、ヨーク半島のナルンガ族など、オーストラリア南東地域のアボリジニの部族において、ヨコフリオウギビタキは悪いうわさを伝えるものと見なされた。ヨコフリオウギビタキは人の秘密を盗むことができると考えられ、さらにいつまでも盗み聞きをするように部落の周りにいるので、女性はヨコフリオウギビタキのいるところでは堅く口を閉ざしていた。キンバリー地域の人びとは、生きている身内がそれらの悪口を言うなら、最近死んだ者の霊魂に伝えられるというような信仰を持っていた。彼らはまた、ヨコフリオウギビタキをすべての動物のうち最も知力に優れるものとして敬った。その利口さはまたブーゲンビル島のティンプッツ (Tinputz) の物語にも見られ、そこで Singsing Tongereng （ヨコフリオウギビタキ）は鷲の背中に乗ってすべての鳥のうち誰が最も高く飛べるかをみる競争に勝った。しかし、アーネムランド西部のグウィング（ガンウィング）では悪いように解釈し、嘘つきでおしゃべりであると考えた。ピルバラ中・西部の Yindjibarndi 族のドリーミング (Dreaming) の物語では、火を盗み取ってそれを海で消そうとしており、そうして怯えると強風を送り出すことができた。
ニューギニア高地のカラム (Kalam) 族においては Konmayd と呼ばれ、良い鳥と見なされた。それがやって来ておしゃべりしながら新しい庭園が耕されると、豊作になるとされた。ブタの周りを飛び動いて鳴いている場合は彼らの世話をしているといわれた。また、カラムにおける父方親族の霊の現れであろうともされた。
ニューギニアの東高原では Kuritoro と呼ばれ、その外観は死んだ夫のための未亡人による追悼式を意味しているとされた。彼女は彼にバナナの花を供え、その近くで歌っている鳥のいるのは死んだ男の魂が供え物を受け取ったことの証拠と考えられた
。ブーゲンビル島のキエタ地区にある Maneka （ヨコフリオウギビタキ）に関わる話では、川岸に沿って飛び動くのは、伝説の娘が嵐で氾濫している川を渡ろうとして溺れ死んだ彼女の母親を探していることを繰り返し伝えているという。
本種はパラオやソロモン諸島の郵便切手に描かれており、また『ドットちゃんとカンガルー』 Dot and the Kangaroo (1899)、『大きくなったブリンキー』 Blinky Bill Grows Up (1935)、Willie Wagtail and Other tales (1929)  などオーストラリア児童文学の配役として登場している。